# Hoa hậu Toàn quốc Báo Tiền Phong 1998
Hoa hậu Toàn quốc Báo Tiền phong 1998 là cuộc thi Hoa hậu Toàn quốc Báo Tiền phong lần thứ 6 được báo tiền phong tổ chức. Hội thi đã thu hút hơn 3000 hồ sơ đăng ký dự thi trên phạm vi cả nước. Chung cuộc, ngôi vị cao nhất đã thuộc về người đẹp Nguyễn Thị Ngọc Khánh của Thành phố Hồ Chí Minh. MC Lại Văn Sâm

## Chung khảo các khu vực
Vòng sơ khảo và chung khảo được tổ chức trên 4 khu vực chính, mỗi khu vực chọn ra 10 người đẹp nhất đi tiếp vào vòng chung kết toàn quốc được tổ chức vào Tháng 12 năm 1998.

### Khu vực phía Bắc
Có 23 người đẹp được chọn ra từ hơn 550 hồ sơ đăng ký từ Hà Tĩnh trở ra tham dự vòng chung khảo miền được tổ chức tại cung văn hóa hữu nghị Việt Xô, Hà Nội. Đêm chung khảo lần đầu tiên được truyền hình trực tiếp trên sóng VTV3 - Đài truyền hình Việt Nam. 
| Kết quả  | Thí sinh                   |
| -------- | -------------------------- |
| Hoa khôi | - Quảng Ninh - Vũ Thị Thu  |
| Á khôi 1 | - Hà Nội - Ngô Thúy Hà     |
| Á khôi 2 | - Hà Nội - Phạm Anh Phương |

### Khu vực Bắc Trung bộ và Duyên hải Nam Trung bộ
Các người đẹp từ Quảng Bình đến Bình Thuận đã tụ hội về cung văn hóa lao động thành phố Nha Trang, tỉnh Khánh Hòa để tham gia vòng chung khảo khu vực. Đêm chung khảo được 2 đài phát thanh và truyền hình Đà Nẵng và Khánh Hoà phát trực tiếp trên sóng.
| Kết quả  | Thí sinh                       |
| -------- | ------------------------------ |
| Hoa khôi | - Bình Định - Bùi Đoàn Ngọc Hà |
| Á khôi 1 | - Đà Nẵng - Nguyễn Kim Phượng  |
| Á khôi 2 | - Huế - Nguyễn Thị Thu Thủy    |

### Khu vực miền Đông Nam bộ và Thành phố Hồ Chí Minh
| Kết quả  | Thí sinh                                        |
| -------- | ----------------------------------------------- |
| Hoa khôi | - Thành phố Hồ Chí Minh - Nguyễn Thị Ngọc Khánh |
| Á khôi 1 | - Thành phố Hồ Chí Minh - Nguyễn Thị Ngọc Tuyết |
| Á khôi 2 | - Bình Dương - Tăng Huệ Văn                     |

### Khu vực đồng bằng sông Cửu Long
| Kết quả  | Thí sinh                            |
| -------- | ----------------------------------- |
| Hoa khôi | - Cần Thơ - Nguyễn Minh Phương Uyên |
| Á khôi 1 | - Cần Thơ - Phan Thị Hồng Nhung     |
| Á khôi 2 | - Tiền Giang - Trần Hồng Vân        |

## Vòng chung kết toàn quốc
Vòng chung kết toàn quốc được tổ chức vào 3 đêm 18, 19 và 20 tháng 12 tại nhà thi đầu Phan Đình Phùng, Thành phố Hồ Chí Minh. Có 40 thí sinh đại diện cho hơn 3000 bạn gái đã đăng ký dự thi trên cả nước tụ hội về đây tham dự. Cuộc thi là một trong những sự kiện văn hóa tiêu biểu trong lễ hội chào mừng "300 năm Sài Gòn - Thành phố Hồ Chí Minh".

Sự mới mẻ của vòng chung kết năm 1998 là có sự góp mặt của Hoa hậu Thái Lan 1998 Chalida Thaochalee bên cạnh hoa hậu toàn quốc 1992 Hà Kiều Anh và đương kim hoa hậu toàn quốc 1996 Nguyễn Thiên Nga. 
Đêm chung kết với 23 người đẹp được chọn ra từ 2 đêm trước tham gia tranh tài. Các ca sĩ, nhóm nhạc nổi tiếng như Cẩm Vân, Hồng Nhung, Lam Trường, Thu Minh, Khánh Du, Tam ca Áo trắng, ba con mèo... cũng đến góp vui. Chương trình được dẫn dắt bởi 2 biên tập viên Lại Văn Sâm của VTV3 và Quỳnh Hương của HTV

## Ban giám khảo
| Họ tên             | Danh hiệu, nghề nghiệp                | Vai trò              |
| ------------------ | ------------------------------------- | -------------------- |
| Dương Kỳ Anh       | Nhà thơ                               | Trưởng ban giám khảo |
| Trà Giang          | Nghệ sĩ Nhân dân                      | Thành viên           |
| Nguyễn Công Khế    | Nhà báo                               | Thành viên           |
| Minh Hạnh          | NTK                                   | Thành viên           |
| Trương Thiện       | Nhà nghiên cứu văn hóa                | Thành viên           |
| Hoàng Tử Hùng      | PGS, PTS                              | Thành viên           |
| Chalida Thaochalee | Hoa hậu Thái Lan 1998                 | Thành viên danh dự   |
| Hà Kiều Anh        | Hoa hậu Toàn quốc Báo Tiền Phong 1992 | Thành viên danh dự   |
| Nguyễn Thiên Nga   | Hoa hậu Toàn quốc Báo Tiền Phong 1996 | Thành viên danh dự   |
| Bà Suto            | đại diện nhà tài trợ chính Nivea      | Thành viên danh dự   |

## Kết quả

#### Xếp hạng
| Kết quả                                                                     | Thí sinh                                                                                                  | Vị trí quốc tế                          |
| Hoa hậu Toàn quốc Báo Tiền Phong 1998 (Top Model of the World Vietnam 1999) | - 072 - Nguyễn Thị Ngọc Khánh                                                                             | - Á hậu 1 – Top Model of the World 1999 |
| Á hậu 1                                                                     | - 174 - Vũ Thị Thu                                                                                        |                                         |
| Á hậu 2                                                                     | - 196 - Ngô Thúy Hà                                                                                       |                                         |
| Top 10                                                                      | - 216 - Nguyễn Minh Phương Uyên - 516 - Nguyễn Thị Ngọc Tuyết                                             |                                         |
| Top 10                                                                      | - 189 - Phạm Anh Phương                                                                                   | - Tham dự – Hoa hậu Quốc tế 1996        |
| Top 10                                                                      | - 036 - Phạm Thị Phương Bắc - 864 - Phan Thị Hồng Nhung - 316 - Nguyễn Thu Huyền - 145 - Bùi Đoàn Ngọc Hà |                                         |

## Các giải thưởng phụ
| Giải thưởng                       | Thí sinh                        |
| --------------------------------- | ------------------------------- |
| Người đẹp Hình thể                | - 189 - Phạm Anh Phương         |
| Miss NIVEA - Làn da đẹp nhất      | - 196 - Ngô Thúy Hà             |
| Người đẹp Áo dài                  | - 216 - Nguyễn Minh Phương Uyên |
| Người đẹp được yêu thích nhất     | - 216 - Nguyễn Minh Phương Uyên |
| Người đẹp sở hữu đôi mắt đẹp nhất | - 216 - Nguyễn Minh Phương Uyên |
| Người đẹp ứng xử hay nhất         | - 072 - Nguyễn Thị Ngọc Khánh   |
| Người đẹp Ảnh                     | - 072 - Nguyễn Thị Ngọc Khánh   |
| Người đẹp có nụ cười đẹp nhất     | - 516 - Nguyễn Thị Ngọc Tuyết   |
| Trang phục dạ hội đẹp nhất        | - 864 - Phan Thị Hồng Nhung     |

## Chuyện bên lề

### Câu ứng xử hay nhất
Câu hỏi dành cho hoa hậu Ngọc Khánh như sau: Thành phố Hồ Chí Minh là nơi đi đầu trong phong trào xóa đói giảm nghèo cả nước, bạn có thể đóng góp thiết thực gì cho phong trào này?"
Sau một phút suy nghĩ, Ngọc Khánh trả lời " Em thấy rằng phong trào xóa đói giảm nghèo nay đã lan rộng khắp đất nước ngay sau sự khởi đầu từ TP Hồ Chí Minh. Là một công dân của thành phố, em thật sự tự hào về điều này. Em nghĩ mình cũng phải có một đóng góp thiết thực nào đó trong phong trào xóa đói giảm nghèo.
Ở trường Đại học cũng như ở nơi làm việc, chúng em cũng có những phong trào quyên góp xây dựng nhà tình nghĩa, góp phần cho phong trào. Tuy nhiên với sức lực nhỏ bé của chúng em cũng chỉ như muối bỏ bể vì còn rất nhiều người cần sự quan tâm giúp đỡ của mọi người. Em mong rằng em học thật giỏi để có thể đóng góp vào xây dựng thành phố.
Em nghĩ việc xoá đói giảm nghèo không phải là công việc không phải là công việc làm ngày một ngày hai, hay vài năm, mà cần nhất là sự đóng góp của toàn thể xã hội".

## Top 23 thí sinh tham gia chung kết
| STT | SBD | Họ và tên thí sinh      | Tuổi | Chiều cao | Cân nặng | Các số đo    | Quê quán              | Nghề nghiệp                                         | Thành tích                                                                              |
| --- | --- | ----------------------- | ---- | --------- | -------- | ------------ | --------------------- | --------------------------------------------------- | --------------------------------------------------------------------------------------- |
| 1   | 072 | Nguyễn Thị Ngọc Khánh   | 22   | 171,5 cm  | 56 kg    | 87-64-92     | Thành phố Hồ Chí Minh | Sinh viên Trường Đại học Luật                       | Hoa hậu Toàn quốc Báo Tiền phong 1998 Người đẹp ứng xử hay nhất Người đẹp Ảnh           |
| 2   | 062 | Nguyễn Thị Thùy Dung    | 19   | 165 cm    | 48 kg    | 85,7-60-87   | Tiền Giang            | Sinh viên Trường Đại học Sân khấu – Điện ảnh        |                                                                                         |
| 3   | 728 | Đinh Thu Hằng           | 16   | 167 cm    | 48 kg    | 83-58-86     | Hải Phòng             | VĐV bắn súng                                        |                                                                                         |
| 4   | 196 | Ngô Thúy Hà             | 19   | 168 cm    | 48 kg    | 84-56-89     | Hà Nội                | Sinh viên Trường Đại học Đông Đô                    | Á hậu 1 Miss NIVEA - Làn da đẹp nhất                                                    |
| 5   | 216 | Nguyễn Minh Phương Uyên | 16   | 169 cm    | 51 kg    | 84,8-60-91,2 | Cần Thơ               | Học sinh Trường THPT Châu Văn Liêm                  | Top 10 Người đẹp Áo dài Người đẹp được yêu thích nhất Người đẹp sở hữu đôi mắt đẹp nhất |
| 6   | 068 | Đoàn Ngọc Trang         | 21   | 171 cm    | 54,5 kg  | 84-61-91     | Long An               | Sinh viên Trường Đại học Kinh tế                    |                                                                                         |
| 7   | 162 | Nguyễn Thuý Lan         | 17   | 164 cm    | 48 kg    | 85-58-90     | Quảng Ninh            | Học sinh Trường THPT Hòn Gai                        |                                                                                         |
| 8   | 189 | Phạm Anh Phương         | 20   | 171 cm    | 50 kg    | 87-58-90     | Hà Nội                | Sinh viên Trường Đại học Văn hóa                    | Top 10 Người đẹp Hình thể                                                               |
| 9   | 316 | Nguyễn Thu Huyền        | 16   | 171,5 cm  | 51 kg    | 85-60-89     | Hải Phòng             | Học sinh lớp 11 Trường THPT Hàng Hải                | Top 10                                                                                  |
| 10  | 352 | Trịnh Chân Trân         | 18   | 169 cm    | 59 kg    | 85-61-98     | Thành phố Hồ Chí Minh | Sinh viên Trường Đại học Ngoại thương               |                                                                                         |
| 11  | 324 | Trần Thanh Hiền         | 19   | 174 cm    | 56 kg    | 82-61,5-91   | Hà Nội                | Sinh viên Trường Đại học Quản lý kinh doanh         |                                                                                         |
| 12  | 864 | Phan Thị Hồng Nhung     | 24   | 173,5 cm  | 54 kg    | 82-60-92,2   | Cần Thơ               | Chiến sĩ công an                                    | Top 10 Trang phục dạ hội đẹp nhất                                                       |
| 13  | 585 | Lương Xuân Cúc          | 18   | 168 cm    | 49 kg    | 86-58-86     | Hải Phòng             | Học viên Trung Tâm Ngoại Ngữ Hải Phòng              |                                                                                         |
| 14  | 145 | Bùi Đoàn Ngọc Hà        | 19   | 169 cm    | 51 kg    | 82-60-89     | Bình Định             | Sinh viên Trường Đại học Hùng Vương                 | Top 10                                                                                  |
| 15  | 828 | Vũ Thu Thủy             | 20   | 175 cm    | 54 kg    | 85-58,5-92   | Hà Nội                | Sinh viên Trường Đại học Đông Đô                    |                                                                                         |
| 16  | 228 | Huỳnh Ngọc Thảo         | 17   | 167 cm    | 47,5 kg  | 79,5-59-84,3 | Tiền Giang            | Học sinh Trường THPT Trương Định                    |                                                                                         |
| 17  | 174 | Vũ Thị Thu              | 17   | 167 cm    | 47 kg    | 80-60-87     | Quảng Ninh            | Học sinh lớp 12 chuyên Lý Trường THPT Hòn Gai       | Á hậu 2                                                                                 |
| 18  | 126 | Nguyễn Hồng Hà          | 17   | 164,5 cm  | 46 kg    | 83-57-87     | Hà Nội                | Học sinh Trường THPT dân lập Ba Đình                |                                                                                         |
| 19  | 468 | Hồ Ngọc Xuân Thanh      | 19   | 165,7 cm  | 48,5 kg  | 81-59-87     | Cần Thơ               | Học sinh Trường THPT Nguyễn Bỉnh Khiêm              |                                                                                         |
| 20  | 207 | Lưu Thị Hương Xuân      | 17   | 165 cm    | 49,5 kg  | 80-57-87     | Tuyên Quang           | Học sinh lớp 12 Trường THPT Chuyên tỉnh Tuyên Quang |                                                                                         |
| 21  | 036 | Phạm Thị Phương Bắc     | 18   | 166,5 cm  | 50,5 kg  | 83-59-88     | Hải Phòng             | Học sinh Trường Tài chính - Kế toán Hải Phòng       | Top 10                                                                                  |
| 22  | 008 | Tăng Huệ Văn            | 19   | 167,5 cm  | 48,5 kg  | 82-60-86     | Thành phố Hồ Chí Minh | Sinh viên Trường Du lịch Thành phố Hồ Chí Minh      |                                                                                         |
| 23  | 516 | Nguyễn Thị Ngọc Tuyết   | 16   | 168 cm    | 51 kg    | 81-61-90     | Thành phố Hồ Chí Minh | Học sinh lớp 10 Trường THPT Mạc Đĩnh Chi            | Top 10 Người đẹp có nụ cười đẹp nhất                                                    |

## Thông tin thí sinh
Nhiều thí sinh lọt vào vòng chung kết hoa hậu toàn quốc 1998 đã đạt được những thành công đáng kể khi tham gia ở những cuộc thi khác như: Hoa hậu hữu nghị Việt Nam 1999 Nguyễn Thu Huyền, Hoa hậu thể thao 2001 Nguyễn Hồng Hà, Giải nhất người mẫu Hà Nội 1999 Vũ Thu Thủy, Á hậu 1 Hoa hậu Việt Nam 2004 Trịnh Chân Trân, Hoa hậu Mêkông 1998 Phạm Anh Phương.
- Nguyễn Thị Ngọc Khánh từng tham dự cuộc thi Tìm Kiếm người mẫu thời trang châu Á năm 1995 (nay là Siêu mẫu Việt Nam) cô lọt vào Top 10 và đoạt giải Phong cách trình diễn, năm đó người mẫu đến từ Hà Nội Tô Thị Thu Dung đoạt giải 1
- Nguyễn Thị Ngọc Tuyết lọt vào chung kết cuộc thi Hoa hậu PNVN qua ảnh năm 2000 nhưng cô đã bỏ cuộc trước khi vòng chung kết diễn ra.
- Vũ Thị Thu là hoa khôi Quảng Ninh 1998.
- Phạm Thị Phương Bắc là Á khôi 1 "Khoẻ đẹp - Thời trang - Thể thao toàn quốc năm 1997" (nay là Hoa hậu Thể thao Việt Nam), năm 1999 cô lại đoạt giải Á hậu 1, Hoa hậu các thành phố Biển Việt Nam tại Nha Trang (Hoa hậu là người đẹp Hoàng Nhật Mai, cô cũng là thí sinh đoạt giải Gương mặt đẹp nhất cuộc thi Hoa hậu Toàn Quốc 2000).
- Nguyễn Thu Huyền là thí sinh tham dự rất nhiều các cuộc thi người đẹp. Năm 1999 cô lọt vào top 12 Hoa hậu các thành phố Biển Việt Nam, Giải 1 cuộc thi Tìm kiếm người đẹp thời trang Việt Nam, Á hậu 1 (Hoa hậu Hữu Nghị) Hoa hậu Việt Nam 1999 lần thứ nhất do Bộ VHTT tổ chức. Cô cũng là chủ nhân của chiếc vương miện Hoa khôi Hải Phòng năm 1999. Năm 2002 cô tham dự cuộc thi Người mẫu PNVN qua ảnh do tạp chí thế giới phụ nữ tổ chức và lọt vào top 10 (năm đó siêu mẫu Thanh Hằng là người đoạt vương miện)
- Phạm Anh Phương (Hà Nội) từng tham lọt vào top 10 Người đẹp Noel 1995, Á khôi 1 Người đẹp Noel 1996 và là người đẹp thứ hai của Việt Nam tham dự cuộc thi Hoa hậu Quốc tế 1996 (Miss International 1996) tại Nhật Bản nhưng không thành công. Cô cũng là chủ nhân chiếc vương miện Hoa hậu MêKong 1998. Năm 1999 cô tiếp tục tham dự cuộc thi Hoa hậu Việt Nam do BVHTT tổ chức và lọt vào top 5.
- Đoàn Ngọc Trang (Long An) là Á hậu 1 cuộc thi Tìm kiếm Người đẹp Thời trang Việt Nam 1999.
- Lưu Thị Hương Xuân (Tuyên Quang) là Hoa khôi Tuyên Quang 1998.
- Nguyễn Hồng Hà (Hà Nội) là Hoa hậu Thể thao Việt Nam 2001, từng đại diện Việt Nam tham dự cuộc thi Hoa hậu châu Á năm 2005.
- Nguyễn Thuý Lan (Quảng Ninh) là Hoa khôi Thành phố Hạ Long 1998, lọt vào vòng chung kết top 21 Hoa hậu Việt Nam 1999.
- Trần Thanh Hiền (Hà Nội) là Á khôi 2 cuộc thi Khoẻ đẹp thời trang thể thao toàn quốc 1997 (nay là Hoa hậu Thể thao Việt Nam)
- Trịnh Chân Trân (Thành phố Hồ Chí Minh) từng có mặt trong Top 8 Hoa khôi Thời trang 1995 và cũng là Á hậu 1 cuộc thi Hoa hậu Việt Nam 2004.
- Vũ Thu Thủy (Hà Nội) đoạt giải 1 cuộc thi Người mẫu Hà Nội mở rộng 1999, lọt vào Top 5 Hoa hậu Việt Nam 1999.

## Dự thi quốc tế
| Cuộc thi                    | Tên                   | Danh hiệu | Thứ hạng       | Giải thưởng đặc biệt |
| --------------------------- | --------------------- | --------- | -------------- | -------------------- |
| Top Model of the World 1999 | Nguyễn Thị Ngọc Khánh | Hoa hậu   | 1st Runner-up  | Không                |
| Miss International 1996     | Phạm Anh Phương       | Top 10    | Không đạt giải | Không                |
| Miss Asia Pageant 2005      | Nguyễn Hồng Hà        | Top 23    | Không đạt giải | Không                |